# Улан-Бургасы
Ула́н-Бурга́сы (от бур. Улаан бургааhан, «улаан» — красный, «бургааһан» — мелкий березник, кустарник) — горный хребет в центральной Бурятии, протянувшийся с юго-запада на северо-восток на 200 км от долины реки Селенги до Витимского плоскогорья, при ширине в 30—50 км.

## Этимология
Название хребта происходит от бурятского слова бургааһан означающее «мелкий березняк, кустарник», что характерно для данной местности. На хребте встречаются красные ивовые заросли по которым бургааһан определена как красная (бур. улаан).

## География
Площадь — более 26 000 км². Хребет формирует восточный борт Байкальской котловины. Восточные и южные склоны хребта, опускающиеся к долинам рек Селенги, Уды и Курбы, относятся к физико-географической области Селенгинского среднегорья. Средние высоты составляют 1400—1800 метров над уровнем моря. Высшая точка — гора Хурхаг (2033 м). В бо́льшей части хребта преобладает лесной пояс.

## Топографические карты
- Лист карты N-49-XXVII. Масштаб: 1 : 200 000. Указать дату выпуска/состояния местности.
- Лист карты N-49-XXVI. Масштаб: 1 : 200 000. Указать дату выпуска/состояния местности.
- Лист карты N-49-XXV. Масштаб: 1 : 200 000. Указать дату выпуска/состояния местности.
- Лист карты N-49-XXXI. Масштаб: 1 : 200 000. Состояние местности на 1981 год. Издание 1986 г.
- Лист карты N-48-XXXVI. Масштаб: 1 : 200 000. Указать дату выпуска/состояния местности.